# Акдюльгер, Метин
Мети́н Акдюльге́р (тур. Metin Akdülger; род. 10 апреля 1988 года, Бурса) — турецкий актёр театра, кино и телевидения.

## Биография
Родился 10 апреля 1988 года в Бурсе в семье эмигрантов из Салоников. Успешно закончив обучение в средней школе, в 2006 году поступил в университет Коч на отделение международных отношений. В университете увлекался игрой в футбол, но постепенно заинтересовался работой в студенческом театре. Также Метин проходил обучение на профессиональных театральных курсах.

## Карьера
За плечами молодого актёра всего четыре роли в театральных постановках и шесть ролей в кино и на телевидении. С 2016 года Метин исполняет роль султана Мурада IV в турецком сериале «Великолепный век. Империя Кёсем».

## Личная жизнь
Метин Акдюльгер занимается боксом, любит кататься на горных лыжах, увлекается кайтсёрфингом и плаванием. Также отлично владеет английским языком.

## Фильмография
| Год       |   | Русское название                | Оригинальное название | Роль             |
| --------- | - | ------------------------------- | --------------------- | ---------------- |
| 2011      | ф |                                 | Kahraman              |                  |
| 2013—2015 | с | Прилив                          | Medcezir              | Оркун Дживаноглу |
| 2014      | ф | Без меня                        | Bensiz                | Неджип           |
| 2015      | с | Мамы и матери                   | Analar ve Anneler     | Тахсин Тухраджи  |
| 2015      | ф | Банк разбитых сердец            | Kırık Kalpler Bankası | Турхан           |
| 2016      | с | Великолепный век. Империя Кёсем | Muhteşem Yüzyıl Kösem | Мурад IV         |
| 2020      | ф | Билет в одно завтра             | Yarına tek bilet      | Али              |
| 2022      | с | Между миром и мной              | Dünyayla Benim Aramda | Кенан            |

### Театральные роли
- 2010: «Глупый Ромео»
- 2011: «Оливковое время»
- 2012: «Кассета»
- 2014: «Машенька»